# Pustertaler
La pustertaler è una razza bovina proveniente dalla Val Pusteria in Trentino-Alto Adige e presente in Italia, Germania e Austria, dove è chiamata Pustertaler Schecken o Pustertaler Sprinzen. Studi genetici compiuti nel 2001 hanno mostrato che la razza piemontese barà è molto simile, se non assimilabile, alla pustertaler, e le due popolazioni vengono per questo trattate come una singola razza dal Registro anagrafico delle razze bovine, dall'Associazione italiana allevatori e dal Ministero delle politiche agricole alimentari e forestali.
La pustertaler è particolarmente adattata all'ambiente montano, e apprezzata per la sua duplice attitudine alla produzione di latte e carne. Trattandosi di una razza rara e in pericolo di scomparire, è tutelata in tutto il suo territorio di diffusione.

## Storia
La razza pustertaler è originaria della Val Pusteria, e nel tempo si è diffusa anche nelle vallate limitrofe e in Valle Isarco. Appartiene al ramo delle pezzate di montagna, discendenti secondo alcune ipotesi da razze austriache come la Pinzgauer incrociate con pezzate rosse o pezzate nere, o da incroci attuati nei secoli tra razze autoctone alpine e bovini portati da coloni bavari, slavi ed elvetici. Le caratteristiche e l'aspetto della pustertaler si consolidarono comunque definitivamente nella prima metà dell'Ottocento.
Nel 1857 esemplari della razza vennero mostrati e fotografati per la prima volta a una esposizione a Vienna. Qui la pustertaler divenne molto apprezzata per la sua bellezza e capacità produttive, tanto che venne soprannominata Wiener Kuh ("mucca viennese") e fu per anni la razza di punta dell'impero austriaco. Ciò fece sì che la maggior parte degli allevatori iniziò a vendere i capi ad alti prezzi alla capitale, sostituendoli con esemplari di altre razze meno prestigiose, che portò a una diminuzione nel numero e nella qualità. Inoltre con la cessione dell'Alto Adige all'Italia in seguito alla prima guerra mondiale, i collegamenti privilegiati con il mercato viennese vennero interrotti, portando a una progressiva perdita di interesse per la razza.
Dopo la seconda guerra mondiale la pustertaler conobbe un inesorabile declino legato a due aspetti: da una parte la diffusione di razze sempre più specializzate, dall'altra le nuove norme introdotte sulla riproduzione animale, che portarono la razza fin quasi all'estinzione. Unicamente in poche isolate valli del Nord Italia alcuni agricoltori continuarono ad allevarla. Solo tra il 1954 e il 1967, con l'inizio dell'autonomia regionale, il Trentino tentò di risollevare le sorti della razza ricominciando ad attuare gli schemi di selezione. Nel 1983 due ricercatori tedeschi riscoprirono la razza e ne portarono alcuni esemplari in Germania per dare inizio a un programma di allevamento. Nel 1985 la pustertaler venne riconosciuta anche a livello nazionale come specie in pericolo e da salvaguardare, venendo inserita nel Registro anagrafico delle razze bovine autoctone a limitata diffusione, con il patrocinio dell'Associazione italiana allevatori e del Ministero delle politiche agricole alimentari e forestali. Negli anni novanta la pustertaler fu infine reintrodotta anche in Austria, dove venne attuato un programma di riconoscimento, allevamento e tutela, sotto l'egida ministeriale, paragonabile a quello italiano.
Nel 2001 uno studio sugli esemplari di una popolazione di bovini diffusa in Piemonte nelle provincie di Torino e di Cuneo, senza alcuna forma di riconoscimento ufficiale e chiamata localmente barà (nel dialetto locale significa "barrata") a causa della tipica pigmentazione del mantello che presenta la caratteristica linea bianca sul dorso, ha evidenziato una grandissima somiglianza genetica tra questo gruppo e la pustertaler. Da allora le due popolazioni sono trattate congiuntamente come un'unica selezione nel Registro anagrafico delle razze bovine.

## Morfologia

### Mantello
La pigmentazione del mantello presenta la cosiddetta riga mulina, una caratteristica linea bianca che si estende dal collo al perineo protraendosi lungo il dorso e la groppa ininterrottamente e continuando poi ancora per i lati interni delle cosce e del ventre. Le parti pigmentate si estendono più o meno marcatamente sulle parti laterali dell'animale: simmetricamente lungo i fianchi, soprattutto a livello del costato e con minore regolarità a livello addominale, sulle mascelle e sulla faccia; possono anche essere colorate il musello, le palpebre, le sopracciglia, le orecchie, le parti distali degli arti e la punta delle corna. La pezzatura può essere molto piccola, con macchie di piccole dimensioni simili a spruzzature (fiurinà o sfrisà nel dialetto locale) oppure più larga con macchie grosse fino ad avere un mantello quasi chiuso. Il colore può essere nero (più frequente) oppure rosso-castano.

### Taglia
L'altezza al garrese è in media di 135 cm per le vacche; i tori possono superare i 145 cm. La testa è piuttosto pesante con la fronte larga e mascella forte; le corna tendono ad essere pesanti, di media lunghezza, bianche (spesso con punte scure).
La circonferenza toracica è di circa 2 m e un individuo adulto pesa circa 660 kg.

### Arti e piedi
L'ossatura è forte ma non troppo pesante. Gli appiombi sono regolari, i garretti asciutti con angolo che tende spesso ad una legger falciatura; le pastoie sono corte e forti; l'unghia regolare e ben serrata.

### Mammella
È di media grandezza con quarti regolari e simmetrici, capezzoli ben posizionati e orientati. La base dev'essere al di sopra del garretto e il legamento sospensorio mediano forte e robusto.

## Attitudine
La pustertaler è molto apprezzata dai "margari" per la sua ottima ed equilibrata duplice attitudine (latte e carne); produce infatti circa 12 litri di latte al giorno. Per quanto concerne le caratteristiche compositive e sanitarie del prodotto, esse si pongono ad un livello intermedio tra quello di Valdostana e di Piemontese, evidenziando una spiccata attitudine alla caseificazione.

## Diffusione
Nel periodo di massima diffusione, tra fine Ottocento e inizio Novecento, si stima che vi fossero oltre 70 000 esemplari di pustertaler. Questi numeri andarono rapidamente diminuendo, tanto che negli anni sessanta ne rimanevano solo alcune decine di capi che provenivano da soli cinque allevamenti. A partire da questi pochi esemplari dagli anni ottanta-novanta si è dato il via a dei programmi di ripopolamento in Italia, Austria e Germania, sebbene la razza sia ancora ridotta e ritenuta in pericolo.
La popolazione italiana è concentrata in Alto Adige e comprende circa 350 esemplari. È il gruppo locale che soffre maggiormente dell'incrocio con la razza vosgienne, morfologicamente simile ma che ha portato a una contaminazione del pool genico. Viene sfruttata soprattutto per la produzione di latte. La popolazione di barà in Piemonte è invece di circa 4 000 capi distribuiti sulle provincie di Torino e Cuneo. Sono comunque diffusi anche nelle Valli di Lanzo, Val Sangone, Val di Susa, Val Pellice e Val Chisone. Proprio la scoperta della vicinanza tra le due razze fa ben sperare di poter impiegare la barà per incrementare e contribuire alla varietà genica della popolazione di pustertaler.
La popolazione austriaca di pustertaler si è diffusa dal Tirolo in tutto lo Stato, e conta secondo stime ministeriali 600 esemplari e oltre 90 allevatori. Inizialmente si è provveduto a importare capi dall'Italia e dalla Germania, ma dal 2005 i registri accettano solo esemplari la cui ascendenza è certificata. Il programma di allevamento è scrupoloso e ottimizzato per minimizzare gli inincroci e le contaminazioni esterne. La razza viene impiegata principalmente per la carne. Infine la popolazione tedesca ammonta a 160 esemplari. Una forte limitazione all'incremento e alla varietà genica della razza è stato individuato nell'assenza di coordinamento, cooperazione e ricambio tra le tre aree di diffusione.